# Jan Jerzy Sławianowski
Jan Jerzy Sławianowski (ur. 9 lutego 1943 w Pruszkowie, zm. 17 kwietnia 2019 w Warszawie) – polski fizyk specjalizujący się w fizyce matematycznej, mechanice analitycznej i teorii pola.

## Życiorys
Syn Leona i Antoniny. Odbył studia w zakresie matematyki i fizyki na Uniwersytecie Warszawskim. W latach 1965–70 był na studiach doktoranckich na Wydziale Filozofii UW, a od 1968 r. na Wydziale Fizyki UW, gdzie w 1971 r. obronił pracę doktorską pod kierunkiem prof. dra hab. Andrzeja Trautmana. Od 1970r. związany był z Instytutem Podstawowych Problemów Techniki PAN, gdzie w 1976 r. uzyskał habilitację, w 1988 r. tytuł profesora nadzwyczajnego, a w 1997 r. tytuł profesora zwyczajnego. Przez wiele lat był kierownikiem pracowni Mechaniki Analitycznej i Teorii Pola w zakładzie Teorii Ośrodków Ciągłych i Nanostruktur.

## Odznaczenia
- 2002: Złoty Krzyż Zasługi[6][1]

## Wybrane publikacje

### Artykuły
- Affine Symmetry in Mechanics of Collective and Internal Models. Part I. Classical Models[3]
- Affine Symmetry in Mechanics of Collective and Internal Modes. Part II. Quantum Models[3]
- 2007: Quantization of Affine Bodies. Theory and Applications in Mechanics of Structured Media[3]
- 2010: Motion of Test Bodies with Internal Degrees of Freedom in Non-Euclidean Spaces[3]
- 2010: Schrödinger and Related Equations as Hamiltonian Systems, Manifolds of Second-Order Tensors and New Ideas of Nonlinearity in Quantum Mechanics[3]
- 2013: Some Constraints and Symmetries in Dynamics of Homogeneously Deformable Elastic Bodies[3]
- 2014: Constraints and Symmetry in Mechanics of Affine Motion[3]

### Książki
- 1969: Przyczynowość w mechanice kwantowej,  Warszawa: Wiedza Powszechna.
- 1975: Geometria przestrzeni fazowych, Warszawa: Państwowe Wydawnictwo Naukowe.
- 1982: Mechanika analityczna ciał odkształcalnych, Warszawa–Poznań: PWN.
- 1991: Geometry of Phase Spaces (ang.), PWN – John Wiley & Sons.